# Baptiste cadet
Paul Eustache Anselme, dit « Baptiste cadet » est un acteur français. Né à Grenoble le 8 juin 1765, il est décédé à Paris le 31 mai 1839.

## Biographie
Membre de la célèbre famille Baptiste, frère de Baptiste aîné il commence sa carrière à Rouen en 1790. À Paris dès 1791, il joue les rôles de second comique au théâtre du Marais. Il rejoint ensuite le théâtre du Palais-Royal de Mademoiselle Montansier. Baptiste Cadet crée le type des Jocrisse et obtient un important succès dans le Sourd de Desforges.

## Théâtre

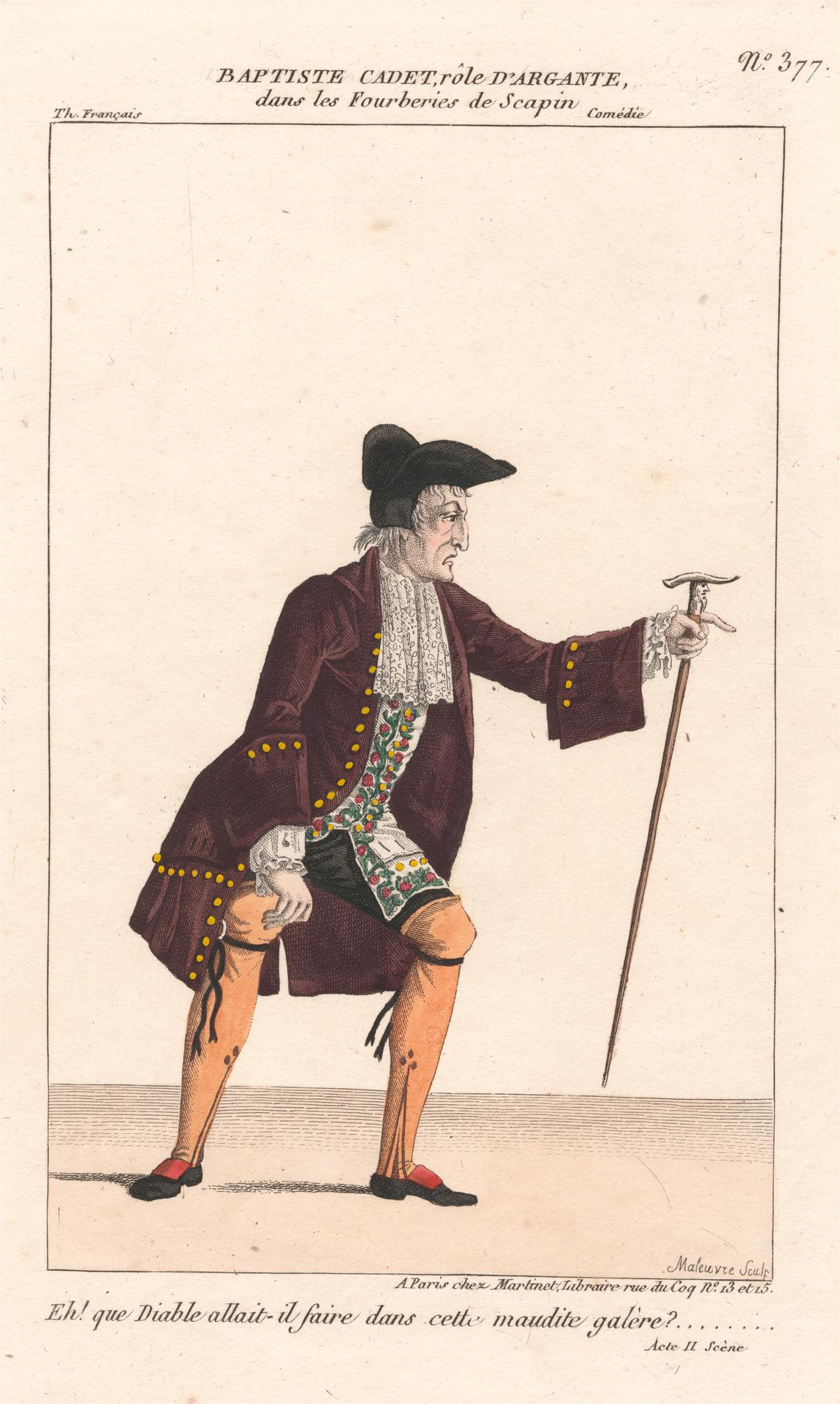
Baptiste cadet incarnant Argante, dans Les Fourberies de Scapin, Acte II, Scene I

### Carrière à la Comédie-Française
Entrée en 1792
Nommé 205e sociétaire en 1799
Départ en 1822
- 1799 : L'Intrigue épistolaire de Fabre d'Églantine, Comédie-Française : Michel
- 1799 : Les Étourdis de François Andrieux, Comédie-Française : Michel
- 1799 : Les Héritiers d'Alexandre Duval, Comédie-Française : Alain
- 1799 : Catherine ou le Belle Fermière de Julie Candeille, Comédie-Française : Fierval
- 1799 : Les Plaideurs de Jean Racine, Comédie-Française : Léandre
- 1800 : Pinto ou la Journée d'une conspiration de Népomucène Lemercier : Lémos
- 1800 : Le Mariage de Figaro de Beaumarchais : Doublemain
- 1800 : Les Calvinistes ou Villars à Nimes de Charles Pigault-Lebrun, Comédie-Française : Pelport
- 1801 : L'Amour et l'intrigue de Jean-Henri-Ferdinand Lamartelière d'après Friedrich von Schiller, Comédie-Française : Rampe
- 1801 : L'Intrigant dupé par lui-même de Honoré-Antoine Richaud-Martelly, Comédie-Française : premier gendarme
- 1801 : Le Misanthrope de Molière : Dubois
- 1802 : Le Barbier de Séville de Beaumarchais : L'Éveillé
- 1802 : Juliette et Belcourt de Vincent Lombard de Langres, Comédie-Française : Bernard
- 1802 : Le Mariage de Figaro de Beaumarchais : Grippesoleil
- 1803 : Tartuffe de Molière : M. Loyal
- 1803 : La Mère coupable de Beaumarchais, Comédie-Française : Guillaume
- 1803 : Les Trois Sultanes ou Soliman II de Charles-Simon Favart, Comédie-Française : l'écuyer tranchant
- 1803 : Herman et Verner ou les Militaires d'Étienne Guillaume François de Favières, Comédie-Française : Ridern
- 1803 : La Boîte volée de Charles de Longchamps, Comédie-Française : Battle
- 1804 : Guillaume le Conquérant d'Alexandre Duval, Comédie-Française : un chef de l'armée de Guillaume
- 1804 : Les Dangers de l'absence de Jean-Baptiste Pujoulx, Comédie-Française : Ambroise
- 1804 : Les Deux Figaro de Honoré-Antoine Richaud-Martelly, Comédie-Française : Pedro
- 1804 : La Leçon conjugale de Charles-Augustin Sewrin et René de Chazet, Comédie-Française : Fermann
- 1805 : Tartuffe de Molière : l'exempt
- 1805 : Les Plaideurs de Jean Racine, Comédie-Française : Dandin
- 1805 : Le Mariage de Figaro de Beaumarchais : Bazile
- 1807 : Le Parleur contrarié de Launay-Vasary : Gercour
- 1807 : Le Souper imprévu ou le Chanoine de Milan d'Alexandre Duval : Benedetto
- 1807 : Le Barbier de Séville de Beaumarchais : Bazile
- 1807 : Brueys et Palaprat de Charles-Guillaume Étienne : Grapin
- 1807 : Le Mariage de Figaro de Beaumarchais : Brid'oison
- 1808 : La Suite du Menteur de Pierre Corneille : Jasmin
- 1808 : Louise ou la Réconciliation de Julie Candeille : Benoît
- 1809 : Médiocre et rampant ou le Moyen de parvenir de Louis-Benoît Picard : Robineau
- 1809 : La Fontaine chez Fouquet de Henri-François Dumolard : Du Sceau
- 1809 : Monsieur Musard ou Comme le temps passe de Louis-Benoît Picard : Joseph
- 1809 : Les Capitulations de conscience de Louis-Benoît Picard : La Jeunesse
- 1811 : Un lendemain de fortune ou les Embarras du bonheur de Louis-Benoît Picard : Senneville
- 1811 : L'Heureuse gageure de Marc-Antoine-Madeleine Désaugiers : Furet
- 1811 : La Manie de l'indépendance d'Auguste Creuzé de Lesser : un libraire
- 1811 : Les Pères créanciers d'Eugène de Planard : Bertrand
- 1812 : Le Bourgeois gentilhomme de Molière : le maître de philosophie ; le Muphti
- 1812 : Mascarille ou la Sœur supposée de Charles Maurice d'après Jean de Rotrou : Géronte
- 1812 : L'Officieux d'Adrien-Nicolas de La Salle : un laquais
- 1812 : Les Déguisements amoureux de Joseph Patrat : le chevalier
- 1812 : La Lecture de Clarisse de François Roger : Dupré
- 1813 : L'Avis aux mères ou les Deux fêtes d'Emmanuel Dupaty : Bienvenu
- 1813 : L'Intrigante ou l'École des familles de Charles-Guillaume Étienne : Werstein
- 1813 : Ninus II de Charles Briffaut : Zorbas
- 1813 : La Nièce supposée d'Eugène de Planard : François
- 1813 : Tom Jones à Londres de Desforges : un geôlier
- 1814 : La Rançon de Du Guesclin d'Antoine-Vincent Arnault : Issachar
- 1814 : L'Hôtel garni ou la Leçon particulière de Marc-Antoine-Madeleine Désaugiers et Michel-Joseph Gentil de Chavagnac : Gaillard
- 1815 : Les Deux voisines de Marc-Antoine-Madeleine Désaugiers et Michel-Joseph Gentil de Chavagnac : M. Maigret
- 1815 : Un retour de jeunesse de Louis-François-Hilarion Audibert : Thibaut
- 1816 : Henri IV et Mayenne de Rancé et Thauélon de Lambert : Blaise
- 1816 : Le Mariage de Robert de France ou l'Astrologie en défaut de Pierre-Ange Vieillard : l'astrologue
- 1816 : Le Médisant d'Étienne Gosse : Lefranc
- 1816 : L'Artisan politique de Théodore-Henri Barrau : Girard
- 1817 : Le Trésor de François Andrieux : Dupré
- 1818 : La Réconciliation par ruse de François-Louis Riboutté : Lucas
- 1818 : Le Susceptible par honneur d'Étienne Gosse : M. Lamorlière
- 1819 : Les Femmes politiques d'Étienne Gosse : M. de Ballisson (prologue) et Bénard
- 1820 : Le Flatteur d'Étienne Gosse : Salomon
- 1820 : Le Paresseux de Jean-Étienne-François de Marignié : Morin
- 1821 : Le Mari et l'amant de Jean-Baptiste Vial : Bizet
- 1822 : Le Sourd ou l'Auberge pleine de Desforges : Danières
- 1822 : Une aventure du chevalier de Grammont de Sophie Gay : un officier des gardes